# Üknyéd
Üknyéd (románul: Valea Rotundă) falu Romániában, Hargita megyében.

## Története
Oroszhegy része. 1956-ig adatai a községéhez voltak számítva. A trianoni békeszerződés előtt Udvarhely vármegye Udvarhelyi járásához tartozott.

## Népessége
2002-ben 88 lakosa volt, ebből 88 magyar.

## Vallások
Lakói döntő többségében római katolikusok.